# Gran Premi Ciclista de Quebec 2023
El Gran Premi Ciclista de Quebec 2023 fou la dotzena edició del Gran Premi Ciclista del Quebec. La cursa es disputà el 8 de setembre de 2023 sobre un recorregut de 201,6 km. La cursa formava part de l'UCI World Tour 2023.
El vencedor fou el belga Arnaud De Lie (Lotto Dstny), que s'imposà a l'esprint. Corbin Strong (Israel-Premier Tech) i Michael Matthews (Team Jayco AlUla) completaren el podi.

## Participants
En aquesta edició hi van prendre part 23 equips: els 18 equips World Tour, quatre UCI ProTeams i una selecció nacional.
| WorldTeams (18)- AG2R Citroën Team - Alpecin-Deceuninck - Astana Qazaqstan Team - Bahrain Victorious - Bora-Hansgrohe - Cofidis - EF Education-EasyPost - Groupama-FDJ - Ineos Grenadiers - Intermarché-Circus-Wanty - Jumbo-Visma - Movistar Team - Soudal Quick-Step - Arkéa-Samsic - Team DSM-Firmenich - Team Jayco AlUla - Lidl-Trek - UAE Team Emirates ProTeams (4)- Israel-Premier Tech - Lotto Dstny - Team Novo Nordisk - Tudor Pro Cycling Team Equip nacional- Canadà |
| |

## Classificació final
| \| Classificació general \| Classificació general \| Classificació general \| Classificació general \| Classificació general \| \| Corredor \| Corredor \| Equip \| Temps \| \| \| --------------------- \| ----------------------- \| ------------------------ \| --------------------- \| --------------------- \| \| 1r \| Arnaud De Lie \| Lotto Dstny \| 4h 47' 36" \| \| \| 2n \| Corbin Strong \| Israel-Premier Tech \| + 0" \| \| \| 3r \| Michael Matthews \| Team Jayco AlUla \| + 0" \| \| \| 4t \| Alexander Aranburu Deba \| Movistar Team \| + 0" \| \| \| 5è \| Matej Mohorič \| Bahrain Victorious \| + 0" \| \| \| 6è \| Christophe Laporte \| Jumbo-Visma \| + 0" \| \| \| 7è \| Alexander Kamp \| Tudor Pro Cycling Team \| + 0" \| \| \| 8è \| Marc Hirschi \| UAE Team Emirates \| + 0" \| \| \| 9è \| Julian Alaphilippe \| Soudal Quick-Step \| + 0" \| \| \| 10è \| Mattias Skjelmose \| Lidl-Trek \| + 0" \| \| \| 11è \| Axel Zingle \| Cofidis \| + 0" \| \| \| 12è \| Victor Lafay \| Cofidis \| + 0" \| \| \| 13è \| Quinten Hermans \| Alpecin-Deceuninck \| + 0" \| \| \| 14è \| Mike Teunissen \| Intermarché-Circus-Wanty \| + 0" \| \| \| 15è \| Kristian Sbaragli \| Alpecin-Deceuninck \| + 0" \| \| \| 16è \| Matis Louvel \| Arkéa-Samsic \| + 0" \| \| \| 17è \| Adam Yates \| UAE Team Emirates \| + 0" \| \| \| 18è \| Diego Ulissi \| UAE Team Emirates \| + 0" \| \| \| 19è \| Clément Champoussin \| Arkéa-Samsic \| + 0" \| \| \| 20è \| Neilson Powless \| EF Education-EasyPost \| + 0" \| \| |                         |                          |            |
| |                         |                          |            |
| Font: ProCyclingStats |                         |                          |            |
| Classificació general |                         |                          |            |
| Corredor | Corredor                | Equip                    | Temps      |
| 1r | Arnaud De Lie           | Lotto Dstny              | 4h 47' 36" |
| 2n | Corbin Strong           | Israel-Premier Tech      | + 0"       |
| 3r | Michael Matthews        | Team Jayco AlUla         | + 0"       |
| 4t | Alexander Aranburu Deba | Movistar Team            | + 0"       |
| 5è | Matej Mohorič           | Bahrain Victorious       | + 0"       |
| 6è | Christophe Laporte      | Jumbo-Visma              | + 0"       |
| 7è | Alexander Kamp          | Tudor Pro Cycling Team   | + 0"       |
| 8è | Marc Hirschi            | UAE Team Emirates        | + 0"       |
| 9è | Julian Alaphilippe      | Soudal Quick-Step        | + 0"       |
| 10è | Mattias Skjelmose       | Lidl-Trek                | + 0"       |
| 11è | Axel Zingle             | Cofidis                  | + 0"       |
| 12è | Victor Lafay            | Cofidis                  | + 0"       |
| 13è | Quinten Hermans         | Alpecin-Deceuninck       | + 0"       |
| 14è | Mike Teunissen          | Intermarché-Circus-Wanty | + 0"       |
| 15è | Kristian Sbaragli       | Alpecin-Deceuninck       | + 0"       |
| 16è | Matis Louvel            | Arkéa-Samsic             | + 0"       |
| 17è | Adam Yates              | UAE Team Emirates        | + 0"       |
| 18è | Diego Ulissi            | UAE Team Emirates        | + 0"       |
| 19è | Clément Champoussin     | Arkéa-Samsic             | + 0"       |
| 20è | Neilson Powless         | EF Education-EasyPost    | + 0"       |

## Llista de participants
| AG2R Citroën Team ACT | AG2R Citroën Team ACT        | AG2R Citroën Team ACT |
| --------------------- | ---------------------------- | --------------------- |
| Núm                   | Ciclista                     | Pos                   |
| 1                     | Benoît Cosnefroy (FRA)       | 54è                   |
| 2                     | Stan Dewulf (BEL)            | 85è                   |
| 3                     | Ben O'Connor (AUS)           | 87è                   |
| 4                     | Aurélien Paret-Peintre (FRA) | 88è                   |
| 5                     | Alan Retailleau (FRA)        | 133è                  |
| 6                     | Michael Schär (SUI)          | 131è                  |
| 7                     | Greg Van Avermaet (BEL)      | 36è                   |

| UAE Team Emirates UAD | UAE Team Emirates UAD     | UAE Team Emirates UAD |
| --------------------- | ------------------------- | --------------------- |
| Núm                   | Ciclista                  | Pos                   |
| 11                    | Adam Yates (GBR)          | 17è                   |
| 12                    | Marc Hirschi (SUI) (ruta) | 8è                    |
| 13                    | Rafał Majka (POL)         | 73è                   |
| 14                    | Brandon McNulty (USA)     | 47è                   |
| 15                    | Ivo Oliveira (POR) (ruta) | 134è                  |
| 16                    | Diego Ulissi (ITA)        | 18è                   |
| 17                    | Tim Wellens (BEL)         | 35è                   |

| Jumbo-Visma TJV | Jumbo-Visma TJV          | Jumbo-Visma TJV |
| --------------- | ------------------------ | --------------- |
| Núm             | Ciclista                 | Pos             |
| 21              | Christophe Laporte (FRA) | 6è              |
| 22              | Tiesj Benoot (BEL)       | 46è             |
| 23              | Sam Oomen (NED)          | 55è             |
| 24              | Rohan Dennis (AUS)       | NP              |
| 25              | Tosh Van der Sande (BEL) | 86è             |
| 26              | Tim Van Dijke (NED)      | 71è             |
| 27              | Mick van Dijke (NED)     | 103è            |

| Ineos Grenadiers IGD | Ineos Grenadiers IGD         | Ineos Grenadiers IGD |
| -------------------- | ---------------------------- | -------------------- |
| Núm                  | Ciclista                     | Pos                  |
| 31                   | Michał Kwiatkowski (POL)     | 72è                  |
| 32                   | Ethan Hayter (GBR)           | 33è                  |
| 33                   | Lucas Plapp (AUS) (ruta)     | 70è                  |
| 34                   | Salvatore Puccio (ITA)       | 106è                 |
| 35                   | Daniel Martínez Poveda (COL) | 45è                  |
| 36                   | Pàvel Sivakov (FRA)          | 53è                  |
| 37                   | Ben Swift (GBR)              | 104è                 |

| Lidl-Trek LTK | Lidl-Trek LTK                  | Lidl-Trek LTK |
| ------------- | ------------------------------ | ------------- |
| Núm           | Ciclista                       | Pos           |
| 41            | Mattias Skjelmose (DEN) (ruta) | 10è           |
| 42            | Filippo Baroncini (ITA)        | 94è           |
| 43            | Tony Gallopin (FRA)            | 82è           |
| 44            | Emīls Liepiņš (LAT) (ruta)     | 125è          |
| 45            | Asbjørn Hellemose (DEN)        | 118è          |
| 46            | Toms Skujiņš (LAT)             | 28è           |
| 47            | Mathias Vacek (CZE) (ruta)     | 130è          |

| Soudal Quick-Step SOQ | Soudal Quick-Step SOQ    | Soudal Quick-Step SOQ |
| --------------------- | ------------------------ | --------------------- |
| Núm                   | Ciclista                 | Pos                   |
| 51                    | Julian Alaphilippe (FRA) | 9è                    |
| 52                    | Jannik Steimle (GER)     | DNF                   |
| 53                    | Dries Devenyns (BEL)     | 136è                  |
| 54                    | Fausto Masnada (ITA)     | 44è                   |
| 55                    | Mauro Schmid (SUI)       | 75è                   |
| 56                    | Ilan Van Wilder (BEL)    | 113è                  |
| 57                    | Mauri Vansevenant (BEL)  | DNF                   |

| Bahrain Victorious TBV | Bahrain Victorious TBV              | Bahrain Victorious TBV |
| ---------------------- | ----------------------------------- | ---------------------- |
| Núm                    | Ciclista                            | Pos                    |
| 61                     | Matej Mohorič (SLO)                 | 5è                     |
| 62                     | Jack Haig (AUS)                     | 48è                    |
| 63                     | Peio Bilbao López de Armentia (ESP) | 80è                    |
| 64                     | Nicolò Buratti (ITA)                | 99è                    |
| 65                     | Filip Maciejuk (POL)                | 95è                    |
| 66                     | Fran Miholjević (CRO)               | DNF                    |
| 67                     | Edoardo Zambanini (ITA)             | 127è                   |

| Groupama-FDJ GFC | Groupama-FDJ GFC              | Groupama-FDJ GFC |
| ---------------- | ----------------------------- | ---------------- |
| Núm              | Ciclista                      | Pos              |
| 71               | Valentin Madouas (FRA) (ruta) | 32è              |
| 72               | Kevin Geniets (LUX)           | 89è              |
| 73               | Mathieu Ladagnous (FRA)       | 102è             |
| 74               | Reuben Thompson (NZL)         | 61è              |
| 75               | Quentin Pacher (FRA)          | 26è              |
| 76               | Jake Stewart (GBR)            | DNF              |
| 77               | Lars van den Berg (NED)       | 90è              |

| Alpecin-Deceuninck ADC | Alpecin-Deceuninck ADC  | Alpecin-Deceuninck ADC |
| ---------------------- | ----------------------- | ---------------------- |
| Núm                    | Ciclista                | Pos                    |
| 81                     | Quinten Hermans (BEL)   | 13è                    |
| 82                     | Nicola Conci (ITA)      | 37è                    |
| 83                     | Michael Gogl (AUT)      | 34è                    |
| 84                     | Xandro Meurisse (BEL)   | 98è                    |
| 85                     | Stefano Oldani (ITA)    | 22è                    |
| 86                     | Oscar Riesebeek (NED)   | 114è                   |
| 87                     | Kristian Sbaragli (ITA) | 15è                    |

| Bora-Hansgrohe BOH | Bora-Hansgrohe BOH     | Bora-Hansgrohe BOH |
| ------------------ | ---------------------- | ------------------ |
| Núm                | Ciclista               | Pos                |
| 91                 | Jai Hindley (AUS)      | 62è                |
| 92                 | Giovanni Aleotti (ITA) | 27è                |
| 93                 | Cesare Benedetti (POL) | 107è               |
| 94                 | Matteo Fabbro (ITA)    | 74è                |
| 95                 | Patrick Gamper (AUT)   | 126è               |
| 96                 | Bob Jungels (LUX)      | DNF                |
| 97                 | Frederik Wandahl (DEN) | 40è                |

| EF Education-EasyPost EFE | EF Education-EasyPost EFE         | EF Education-EasyPost EFE |
| ------------------------- | --------------------------------- | ------------------------- |
| Núm                       | Ciclista                          | Pos                       |
| 101                       | Alberto Bettiol (ITA)             | DNF                       |
| 102                       | Esteban Chaves Rubio (COL) (ruta) | 63è                       |
| 103                       | Magnus Cort Nielsen (DEN)         | 115è                      |
| 104                       | Ben Healy (IRL) (ruta)            | 84è                       |
| 105                       | Mikkel Frølich Honoré (DEN)       | 31è                       |
| 106                       | Neilson Powless (USA)             | 20è                       |
| 107                       | Owain Doull (GBR)                 | 25è                       |

| Cofidis COF | Cofidis COF                 | Cofidis COF |
| ----------- | --------------------------- | ----------- |
| Núm         | Ciclista                    | Pos         |
| 111         | Guillaume Martin (FRA)      | 29è         |
| 112         | Eddy Finé (FRA)             | 30è         |
| 113         | Ion Izagirre Insausti (ESP) | 65è         |
| 114         | Victor Lafay (FRA)          | 12è         |
| 115         | Pierre-Luc Périchon (FRA)   | 132è        |
| 116         | Harrison Wood (GBR)         | 97è         |
| 117         | Axel Zingle (FRA)           | 11è         |

| Team Jayco AlUla JAY | Team Jayco AlUla JAY          | Team Jayco AlUla JAY |
| -------------------- | ----------------------------- | -------------------- |
| Núm                  | Ciclista                      | Pos                  |
| 121                  | Michael Matthews (AUS)        | 3r                   |
| 122                  | Alexandre Balmer (SUI)        | 64è                  |
| 123                  | Lawson Craddock (USA)         | 83è                  |
| 124                  | Lucas Hamilton (AUS)          | 68è                  |
| 125                  | Chris Harper (AUS)            | 57è                  |
| 126                  | Christopher Juul-Jensen (DEN) | 124è                 |
| 127                  | Simon Yates (GBR)             | 56è                  |

| Movistar Team MOV | Movistar Team MOV             | Movistar Team MOV |
| ----------------- | ----------------------------- | ----------------- |
| Núm               | Ciclista                      | Pos               |
| 131               | Matteo Jorgenson (USA)        | 42è               |
| 132               | Alexander Aranburu Deba (ESP) | 4t                |
| 133               | William Barta (USA)           | 91è               |
| 134               | Gorka Izagirre Insausti (ESP) | 58è               |
| 135               | Johan Jacobs (SUI)            | 101è              |
| 136               | Iván Romeo Abad (ESP)         | DNF               |
| 137               | José Joaquín Rojas Gil (ESP)  | 96è               |

| Intermarché-Circus-Wanty ICW | Intermarché-Circus-Wanty ICW | Intermarché-Circus-Wanty ICW |
| ---------------------------- | ---------------------------- | ---------------------------- |
| Núm                          | Ciclista                     | Pos                          |
| 141                          | Biniam Girmay (ERI)          | 38è                          |
| 142                          | Dries De Pooter (BEL)        | 77è                          |
| 143                          | Tom Paquot (BEL)             | 128è                         |
| 144                          | Lorenzo Rota (ITA)           | 51è                          |
| 145                          | Dion Smith (NZL)             | 39è                          |
| 146                          | Mike Teunissen (NED)         | 14è                          |
| 147                          | Loïc Vliegen (BEL)           | DNF                          |

| Team DSM-Firmenich DSM | Team DSM-Firmenich DSM        | Team DSM-Firmenich DSM |
| ---------------------- | ----------------------------- | ---------------------- |
| Núm                    | Ciclista                      | Pos                    |
| 151                    | Matthew Dinham (AUS)          | 69è                    |
| 152                    | Marco Brenner (GER)           | 109è                   |
| 153                    | Andreas Leknessund (NOR)      | 122è                   |
| 154                    | Marius Mayrhofer (GER)        | DNF                    |
| 155                    | Florian Stork (GER)           | 108è                   |
| 156                    | Jonas Iversby Hvideberg (NOR) | DNF                    |
| 157                    | Kevin Vermaerke (USA)         | 21è                    |

| Arkéa-Samsic ARK | Arkéa-Samsic ARK          | Arkéa-Samsic ARK |
| ---------------- | ------------------------- | ---------------- |
| Núm              | Ciclista                  | Pos              |
| 161              | Warren Barguil (FRA)      | 24è              |
| 162              | Laurent Pichon (FRA)      | 79è              |
| 163              | Clément Champoussin (FRA) | 19è              |
| 164              | Anthony Delaplace (FRA)   | 43è              |
| 165              | Thibault Guernalec (FRA)  | DNF              |
| 166              | Simon Guglielmi (FRA)     | DNF              |
| 167              | Matis Louvel (FRA)        | 16è              |

| Astana Qazaqstan Team AST | Astana Qazaqstan Team AST   | Astana Qazaqstan Team AST |
| ------------------------- | --------------------------- | ------------------------- |
| Núm                       | Ciclista                    | Pos                       |
| 171                       | Simone Velasco (ITA) (ruta) | 23è                       |
| 172                       | Leonardo Basso (ITA)        | 76è                       |
| 173                       | Manuele Boaro (ITA)         | DNF                       |
| 174                       | Gianmarco Garofoli (ITA)    | 137è                      |
| 175                       | Antonio Nibali (ITA)        | DNF                       |
| 177                       | Martin Laas (EST)           | DNF                       |

| Lotto Dstny LTD | Lotto Dstny LTD          | Lotto Dstny LTD |
| --------------- | ------------------------ | --------------- |
| Núm             | Ciclista                 | Pos             |
| 181             | Arnaud De Lie (BEL)      | 1r              |
| 182             | Pascal Eenkhoorn (NED)   | 81è             |
| 183             | Arjen Livyns (BEL)       | 110è            |
| 184             | Mathijs Paasschens (NED) | 111è            |
| 185             | Harry Sweeny (AUS)       | 129è            |
| 186             | Maxim Van Gils (BEL)     | 52è             |
| 187             | Florian Vermeersch (BEL) | 59è             |

| Israel-Premier Tech IPT | Israel-Premier Tech IPT | Israel-Premier Tech IPT |
| ----------------------- | ----------------------- | ----------------------- |
| Núm                     | Ciclista                | Pos                     |
| 191                     | Hugo Houle (CAN)        | 50è                     |
| 192                     | Guillaume Boivin (CAN)  | 41è                     |
| 193                     | Derek Gee (CAN)         | 105è                    |
| 194                     | Simon Clarke (AUS)      | DNF                     |
| 195                     | Daryl Impey (RSA)       | DNF                     |
| 196                     | Corbin Strong (NZL)     | 2n                      |
| 197                     | Michael Woods (CAN)     | 49è                     |

| Tudor Pro Cycling Team TUD | Tudor Pro Cycling Team TUD  | Tudor Pro Cycling Team TUD |
| -------------------------- | --------------------------- | -------------------------- |
| Núm                        | Ciclista                    | Pos                        |
| 201                        | Alexander Kamp (DEN)        | 7è                         |
| 202                        | Nils Brun (SUI)             | DNF                        |
| 203                        | Jacob Eriksson (SWE)        | 120è                       |
| 204                        | Lucas Eriksson (SWE) (ruta) | 112è                       |
| 205                        | Arthur Kluckers (LUX)       | 123è                       |
| 206                        | Yannis Voisard (SUI)        | 78è                        |
| 207                        | Luc Wirtgen (LUX)           | 60è                        |

| Team Novo Nordisk TNN | Team Novo Nordisk TNN   | Team Novo Nordisk TNN |
| --------------------- | ----------------------- | --------------------- |
| Núm                   | Ciclista                | Pos                   |
| 211                   | Matyáš Kopecký (CZE)    | 100è                  |
| 212                   | Sam Brand (GBR)         | 116è                  |
| 213                   | Hamish Beadle (NZL)     | DNF                   |
| 214                   | Péter Kusztor (HUN)     | 67è                   |
| 215                   | David Lozano Riba (ESP) | DNF                   |
| 216                   | Andrea Peron (ITA)      | 117è                  |
| 217                   | Filippo Ridolfo (ITA)   | 121è                  |

| Canadà CAN | Canadà CAN      | Canadà CAN |
| ---------- | --------------- | ---------- |
| Núm        | Ciclista        | Pos        |
| 221        | Pier-André Côté | 66è        |
| 222        | Quentin Cowan   | 92è        |
| 223        | Matisse Julien  | 119è       |
| 224        | Nicolas Rivard  | 93è        |
| 225        | Félix Hamel     | DNF        |
| 226        | Robin Plamondon | DNF        |
| 227        | Benjamin Perry  | 135è       |

| AG2R Citroën Team ACT | AG2R Citroën Team ACT        | AG2R Citroën Team ACT |
| --------------------- | ---------------------------- | --------------------- |
| Núm                   | Ciclista                     | Pos                   |
| 1                     | Benoît Cosnefroy (FRA)       | 54è                   |
| 2                     | Stan Dewulf (BEL)            | 85è                   |
| 3                     | Ben O'Connor (AUS)           | 87è                   |
| 4                     | Aurélien Paret-Peintre (FRA) | 88è                   |
| 5                     | Alan Retailleau (FRA)        | 133è                  |
| 6                     | Michael Schär (SUI)          | 131è                  |
| 7                     | Greg Van Avermaet (BEL)      | 36è                   |

| UAE Team Emirates UAD | UAE Team Emirates UAD     | UAE Team Emirates UAD |
| --------------------- | ------------------------- | --------------------- |
| Núm                   | Ciclista                  | Pos                   |
| 11                    | Adam Yates (GBR)          | 17è                   |
| 12                    | Marc Hirschi (SUI) (ruta) | 8è                    |
| 13                    | Rafał Majka (POL)         | 73è                   |
| 14                    | Brandon McNulty (USA)     | 47è                   |
| 15                    | Ivo Oliveira (POR) (ruta) | 134è                  |
| 16                    | Diego Ulissi (ITA)        | 18è                   |
| 17                    | Tim Wellens (BEL)         | 35è                   |

| Jumbo-Visma TJV | Jumbo-Visma TJV          | Jumbo-Visma TJV |
| --------------- | ------------------------ | --------------- |
| Núm             | Ciclista                 | Pos             |
| 21              | Christophe Laporte (FRA) | 6è              |
| 22              | Tiesj Benoot (BEL)       | 46è             |
| 23              | Sam Oomen (NED)          | 55è             |
| 24              | Rohan Dennis (AUS)       | NP              |
| 25              | Tosh Van der Sande (BEL) | 86è             |
| 26              | Tim Van Dijke (NED)      | 71è             |
| 27              | Mick van Dijke (NED)     | 103è            |

| Ineos Grenadiers IGD | Ineos Grenadiers IGD         | Ineos Grenadiers IGD |
| -------------------- | ---------------------------- | -------------------- |
| Núm                  | Ciclista                     | Pos                  |
| 31                   | Michał Kwiatkowski (POL)     | 72è                  |
| 32                   | Ethan Hayter (GBR)           | 33è                  |
| 33                   | Lucas Plapp (AUS) (ruta)     | 70è                  |
| 34                   | Salvatore Puccio (ITA)       | 106è                 |
| 35                   | Daniel Martínez Poveda (COL) | 45è                  |
| 36                   | Pàvel Sivakov (FRA)          | 53è                  |
| 37                   | Ben Swift (GBR)              | 104è                 |

| Lidl-Trek LTK | Lidl-Trek LTK                  | Lidl-Trek LTK |
| ------------- | ------------------------------ | ------------- |
| Núm           | Ciclista                       | Pos           |
| 41            | Mattias Skjelmose (DEN) (ruta) | 10è           |
| 42            | Filippo Baroncini (ITA)        | 94è           |
| 43            | Tony Gallopin (FRA)            | 82è           |
| 44            | Emīls Liepiņš (LAT) (ruta)     | 125è          |
| 45            | Asbjørn Hellemose (DEN)        | 118è          |
| 46            | Toms Skujiņš (LAT)             | 28è           |
| 47            | Mathias Vacek (CZE) (ruta)     | 130è          |

| Soudal Quick-Step SOQ | Soudal Quick-Step SOQ    | Soudal Quick-Step SOQ |
| --------------------- | ------------------------ | --------------------- |
| Núm                   | Ciclista                 | Pos                   |
| 51                    | Julian Alaphilippe (FRA) | 9è                    |
| 52                    | Jannik Steimle (GER)     | DNF                   |
| 53                    | Dries Devenyns (BEL)     | 136è                  |
| 54                    | Fausto Masnada (ITA)     | 44è                   |
| 55                    | Mauro Schmid (SUI)       | 75è                   |
| 56                    | Ilan Van Wilder (BEL)    | 113è                  |
| 57                    | Mauri Vansevenant (BEL)  | DNF                   |

| Bahrain Victorious TBV | Bahrain Victorious TBV              | Bahrain Victorious TBV |
| ---------------------- | ----------------------------------- | ---------------------- |
| Núm                    | Ciclista                            | Pos                    |
| 61                     | Matej Mohorič (SLO)                 | 5è                     |
| 62                     | Jack Haig (AUS)                     | 48è                    |
| 63                     | Peio Bilbao López de Armentia (ESP) | 80è                    |
| 64                     | Nicolò Buratti (ITA)                | 99è                    |
| 65                     | Filip Maciejuk (POL)                | 95è                    |
| 66                     | Fran Miholjević (CRO)               | DNF                    |
| 67                     | Edoardo Zambanini (ITA)             | 127è                   |

| Groupama-FDJ GFC | Groupama-FDJ GFC              | Groupama-FDJ GFC |
| ---------------- | ----------------------------- | ---------------- |
| Núm              | Ciclista                      | Pos              |
| 71               | Valentin Madouas (FRA) (ruta) | 32è              |
| 72               | Kevin Geniets (LUX)           | 89è              |
| 73               | Mathieu Ladagnous (FRA)       | 102è             |
| 74               | Reuben Thompson (NZL)         | 61è              |
| 75               | Quentin Pacher (FRA)          | 26è              |
| 76               | Jake Stewart (GBR)            | DNF              |
| 77               | Lars van den Berg (NED)       | 90è              |

| Alpecin-Deceuninck ADC | Alpecin-Deceuninck ADC  | Alpecin-Deceuninck ADC |
| ---------------------- | ----------------------- | ---------------------- |
| Núm                    | Ciclista                | Pos                    |
| 81                     | Quinten Hermans (BEL)   | 13è                    |
| 82                     | Nicola Conci (ITA)      | 37è                    |
| 83                     | Michael Gogl (AUT)      | 34è                    |
| 84                     | Xandro Meurisse (BEL)   | 98è                    |
| 85                     | Stefano Oldani (ITA)    | 22è                    |
| 86                     | Oscar Riesebeek (NED)   | 114è                   |
| 87                     | Kristian Sbaragli (ITA) | 15è                    |

| Bora-Hansgrohe BOH | Bora-Hansgrohe BOH     | Bora-Hansgrohe BOH |
| ------------------ | ---------------------- | ------------------ |
| Núm                | Ciclista               | Pos                |
| 91                 | Jai Hindley (AUS)      | 62è                |
| 92                 | Giovanni Aleotti (ITA) | 27è                |
| 93                 | Cesare Benedetti (POL) | 107è               |
| 94                 | Matteo Fabbro (ITA)    | 74è                |
| 95                 | Patrick Gamper (AUT)   | 126è               |
| 96                 | Bob Jungels (LUX)      | DNF                |
| 97                 | Frederik Wandahl (DEN) | 40è                |

| EF Education-EasyPost EFE | EF Education-EasyPost EFE         | EF Education-EasyPost EFE |
| ------------------------- | --------------------------------- | ------------------------- |
| Núm                       | Ciclista                          | Pos                       |
| 101                       | Alberto Bettiol (ITA)             | DNF                       |
| 102                       | Esteban Chaves Rubio (COL) (ruta) | 63è                       |
| 103                       | Magnus Cort Nielsen (DEN)         | 115è                      |
| 104                       | Ben Healy (IRL) (ruta)            | 84è                       |
| 105                       | Mikkel Frølich Honoré (DEN)       | 31è                       |
| 106                       | Neilson Powless (USA)             | 20è                       |
| 107                       | Owain Doull (GBR)                 | 25è                       |

| Cofidis COF | Cofidis COF                 | Cofidis COF |
| ----------- | --------------------------- | ----------- |
| Núm         | Ciclista                    | Pos         |
| 111         | Guillaume Martin (FRA)      | 29è         |
| 112         | Eddy Finé (FRA)             | 30è         |
| 113         | Ion Izagirre Insausti (ESP) | 65è         |
| 114         | Victor Lafay (FRA)          | 12è         |
| 115         | Pierre-Luc Périchon (FRA)   | 132è        |
| 116         | Harrison Wood (GBR)         | 97è         |
| 117         | Axel Zingle (FRA)           | 11è         |

| Team Jayco AlUla JAY | Team Jayco AlUla JAY          | Team Jayco AlUla JAY |
| -------------------- | ----------------------------- | -------------------- |
| Núm                  | Ciclista                      | Pos                  |
| 121                  | Michael Matthews (AUS)        | 3r                   |
| 122                  | Alexandre Balmer (SUI)        | 64è                  |
| 123                  | Lawson Craddock (USA)         | 83è                  |
| 124                  | Lucas Hamilton (AUS)          | 68è                  |
| 125                  | Chris Harper (AUS)            | 57è                  |
| 126                  | Christopher Juul-Jensen (DEN) | 124è                 |
| 127                  | Simon Yates (GBR)             | 56è                  |

| Movistar Team MOV | Movistar Team MOV             | Movistar Team MOV |
| ----------------- | ----------------------------- | ----------------- |
| Núm               | Ciclista                      | Pos               |
| 131               | Matteo Jorgenson (USA)        | 42è               |
| 132               | Alexander Aranburu Deba (ESP) | 4t                |
| 133               | William Barta (USA)           | 91è               |
| 134               | Gorka Izagirre Insausti (ESP) | 58è               |
| 135               | Johan Jacobs (SUI)            | 101è              |
| 136               | Iván Romeo Abad (ESP)         | DNF               |
| 137               | José Joaquín Rojas Gil (ESP)  | 96è               |

| Intermarché-Circus-Wanty ICW | Intermarché-Circus-Wanty ICW | Intermarché-Circus-Wanty ICW |
| ---------------------------- | ---------------------------- | ---------------------------- |
| Núm                          | Ciclista                     | Pos                          |
| 141                          | Biniam Girmay (ERI)          | 38è                          |
| 142                          | Dries De Pooter (BEL)        | 77è                          |
| 143                          | Tom Paquot (BEL)             | 128è                         |
| 144                          | Lorenzo Rota (ITA)           | 51è                          |
| 145                          | Dion Smith (NZL)             | 39è                          |
| 146                          | Mike Teunissen (NED)         | 14è                          |
| 147                          | Loïc Vliegen (BEL)           | DNF                          |

| Team DSM-Firmenich DSM | Team DSM-Firmenich DSM        | Team DSM-Firmenich DSM |
| ---------------------- | ----------------------------- | ---------------------- |
| Núm                    | Ciclista                      | Pos                    |
| 151                    | Matthew Dinham (AUS)          | 69è                    |
| 152                    | Marco Brenner (GER)           | 109è                   |
| 153                    | Andreas Leknessund (NOR)      | 122è                   |
| 154                    | Marius Mayrhofer (GER)        | DNF                    |
| 155                    | Florian Stork (GER)           | 108è                   |
| 156                    | Jonas Iversby Hvideberg (NOR) | DNF                    |
| 157                    | Kevin Vermaerke (USA)         | 21è                    |

| Arkéa-Samsic ARK | Arkéa-Samsic ARK          | Arkéa-Samsic ARK |
| ---------------- | ------------------------- | ---------------- |
| Núm              | Ciclista                  | Pos              |
| 161              | Warren Barguil (FRA)      | 24è              |
| 162              | Laurent Pichon (FRA)      | 79è              |
| 163              | Clément Champoussin (FRA) | 19è              |
| 164              | Anthony Delaplace (FRA)   | 43è              |
| 165              | Thibault Guernalec (FRA)  | DNF              |
| 166              | Simon Guglielmi (FRA)     | DNF              |
| 167              | Matis Louvel (FRA)        | 16è              |

| Astana Qazaqstan Team AST | Astana Qazaqstan Team AST   | Astana Qazaqstan Team AST |
| ------------------------- | --------------------------- | ------------------------- |
| Núm                       | Ciclista                    | Pos                       |
| 171                       | Simone Velasco (ITA) (ruta) | 23è                       |
| 172                       | Leonardo Basso (ITA)        | 76è                       |
| 173                       | Manuele Boaro (ITA)         | DNF                       |
| 174                       | Gianmarco Garofoli (ITA)    | 137è                      |
| 175                       | Antonio Nibali (ITA)        | DNF                       |
| 177                       | Martin Laas (EST)           | DNF                       |

| Lotto Dstny LTD | Lotto Dstny LTD          | Lotto Dstny LTD |
| --------------- | ------------------------ | --------------- |
| Núm             | Ciclista                 | Pos             |
| 181             | Arnaud De Lie (BEL)      | 1r              |
| 182             | Pascal Eenkhoorn (NED)   | 81è             |
| 183             | Arjen Livyns (BEL)       | 110è            |
| 184             | Mathijs Paasschens (NED) | 111è            |
| 185             | Harry Sweeny (AUS)       | 129è            |
| 186             | Maxim Van Gils (BEL)     | 52è             |
| 187             | Florian Vermeersch (BEL) | 59è             |

| Israel-Premier Tech IPT | Israel-Premier Tech IPT | Israel-Premier Tech IPT |
| ----------------------- | ----------------------- | ----------------------- |
| Núm                     | Ciclista                | Pos                     |
| 191                     | Hugo Houle (CAN)        | 50è                     |
| 192                     | Guillaume Boivin (CAN)  | 41è                     |
| 193                     | Derek Gee (CAN)         | 105è                    |
| 194                     | Simon Clarke (AUS)      | DNF                     |
| 195                     | Daryl Impey (RSA)       | DNF                     |
| 196                     | Corbin Strong (NZL)     | 2n                      |
| 197                     | Michael Woods (CAN)     | 49è                     |

| Tudor Pro Cycling Team TUD | Tudor Pro Cycling Team TUD  | Tudor Pro Cycling Team TUD |
| -------------------------- | --------------------------- | -------------------------- |
| Núm                        | Ciclista                    | Pos                        |
| 201                        | Alexander Kamp (DEN)        | 7è                         |
| 202                        | Nils Brun (SUI)             | DNF                        |
| 203                        | Jacob Eriksson (SWE)        | 120è                       |
| 204                        | Lucas Eriksson (SWE) (ruta) | 112è                       |
| 205                        | Arthur Kluckers (LUX)       | 123è                       |
| 206                        | Yannis Voisard (SUI)        | 78è                        |
| 207                        | Luc Wirtgen (LUX)           | 60è                        |

| Team Novo Nordisk TNN | Team Novo Nordisk TNN   | Team Novo Nordisk TNN |
| --------------------- | ----------------------- | --------------------- |
| Núm                   | Ciclista                | Pos                   |
| 211                   | Matyáš Kopecký (CZE)    | 100è                  |
| 212                   | Sam Brand (GBR)         | 116è                  |
| 213                   | Hamish Beadle (NZL)     | DNF                   |
| 214                   | Péter Kusztor (HUN)     | 67è                   |
| 215                   | David Lozano Riba (ESP) | DNF                   |
| 216                   | Andrea Peron (ITA)      | 117è                  |
| 217                   | Filippo Ridolfo (ITA)   | 121è                  |

| Canadà CAN | Canadà CAN      | Canadà CAN |
| ---------- | --------------- | ---------- |
| Núm        | Ciclista        | Pos        |
| 221        | Pier-André Côté | 66è        |
| 222        | Quentin Cowan   | 92è        |
| 223        | Matisse Julien  | 119è       |
| 224        | Nicolas Rivard  | 93è        |
| 225        | Félix Hamel     | DNF        |
| 226        | Robin Plamondon | DNF        |
| 227        | Benjamin Perry  | 135è       |